# Natalogryllus eshowensis
Natalogryllus eshowensis är en insektsart som först beskrevs av Otte, D. 1987.  Natalogryllus eshowensis ingår i släktet Natalogryllus och familjen syrsor. Inga underarter finns listade i Catalogue of Life.